# Ernest Shonekan
Ernest Shonekan, né le 9 mai 1936 à Lagos (Nigeria) et mort le 11 janvier 2022 à Lekki (en) (Nigeria), est un avocat, entrepreneur et homme d'État nigérian, formé au Royaume-Uni.
Président du Conseil de transition à partir de janvier 1993, il est choisi comme président du gouvernement national intérimaire par le général Ibrahim Babangida le 26 août 1993 après son annulation de l'élection de Moshood Abiola. L'administration de Shonekan ne dura que trois mois,. Le 17 novembre, le général Sani Abacha fit un coup d'État et mit fin à toutes les institutions de transition. Avant sa carrière politique, Shonekan était le directeur exécutif de United African Company of Nigeria PLC (UAC), un conglomérat nigérian.